# Miagrammopes caudatus
Miagrammopes caudatus är en spindelart som beskrevs av Eugen von Keyserling 1890. Miagrammopes caudatus ingår i släktet Miagrammopes och familjen krusnätsspindlar.
Artens utbredningsområde är Queensland. Inga underarter finns listade i Catalogue of Life.